# 미하우 다셰크
미하우 다셰크(폴란드어: Michał Daszek, 1992년 6월 27일~)는 폴란드의 핸드볼 선수로 포지션은 라이트백과 라이트윙이다. 현재 폴란드 핸드볼 리그의 비스와 프워츠크 소속으로 뛰고 있다.
국제 대회에 폴란드 대표팀 소속으로 참가하고 있으며 2016년 하계 올림픽에 출전했다. 그는 2015년 세계 선수권 대회에서 폴란드팀의 3위 입상에 기여했다.